# Otto Steinbrinck

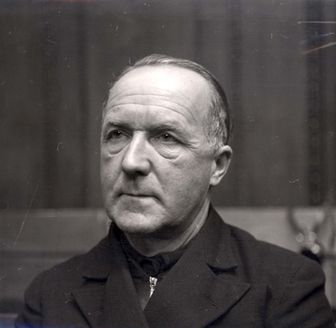
Otto Steinbrinck während der Nürnberger Prozesse am 14. Februar 1947.

Otto Steinbrinck (* 19. Dezember 1888 in Lippstadt; † 16. August 1949 in Landsberg am Lech) war ein deutscher Marineoffizier, Industrieller und verurteilter Angeklagter im Nürnberger Flick-Prozess.

## Leben
Der Sohn eines Lehrers trat am 3. April 1907 als Seekadett in die Kaiserliche Marine ein und diente ab 1911 auf mehreren U-Booten. 1911 wurde er Leutnant zur See. Im Ersten Weltkrieg war Steinbrinck Kommandant der U-Boote U 6, UB 10, UB 18, UB 57 und UC 65, mit denen er meist der U-Flottille Flandern zugeordnet auf 24 Unternehmungen insgesamt 216 feindliche Schiffe mit über 230.000 BRT versenken konnte. Darunter war u. a. der englische Kreuzer Ariadne. Am 29. März 1916 wurde ihm der Orden Pour le Mérite verliehen. Er war der erfolgreichste der sogenannten „Flandern-Kommandeure“. Im April 1918 wurde er Admiralstabsoffizier im Stab des Führers der U-Boote in Flandern.
Am 19. Mai 1917 heiratete er Lola Vogelsang. Am selben Tag wurde ihm das Ehrenbürgerrecht der Stadt Lippstadt verliehen.
Nach Kriegsende schied er 1919 im Rang eines Kapitänleutnants aus dem aktiven Dienst aus, da Deutschland durch den Versailler Vertrag der Besitz von U-Booten verboten war. Er wurde als möglicher Kriegsverbrecher auf die Auslieferungsliste der Entente gesetzt. Steinbrinck arbeitete in der Waffenstillstandskommission mit und danach als stellvertretender Geschäftsführer und Syndikus des Verbandes Deutscher Eisen- und Stahlindustrieller unter Jakob Reichert; dort war er zuständig für Wirtschafts-, Außenwirtschafts- und Verkehrspolitik und wirkte außerdem an der Vorbereitung des Friedensvertrages mit. Friedrich Flick las seine Schrift über die wirtschaftliche Situation Oberschlesiens des Jahres 1920 im Vorfeld der Volksabstimmung. 1923 bot ihm Flick eine neue Anstellung an, die er ablehnte und stattdessen bei der Linke-Hofmann-Lauchhammer AG eine leitende Stelle unter dem Direktor Friedrich Möller annahm. Ab Februar 1925 war er Privatsekretär des Generaldirektors Friedrich Flick; später stieg er zum Vizepräsidenten auf. Auch arbeitete Steinbrinck als Vorstandsmitglied in zahlreichen Firmen. Nach der Gründung der Flick KG fungierte Steinbrinck von 1937 bis 1939 als Generalbevollmächtigter für den Flick-Konzern. Bereits 1933 sprach Steinbrinck mit Flick über seine Trennung vom Konzern und 1936 gab er Aufgaben wegen Arbeitsüberlastung ab, bis er schließlich 1939 kündigte. Vorausgegangen soll ein Zerwürfnis zwischen den Ehefrauen sein. Sein Tätigkeitsfeld bei Flick, der Stahl- und der Kohlesektor sowie die Weiterverarbeitungsbranche übernahmen Odilo Burkart und Bernhard Weiß.
Am 1. Mai 1933 trat er in die NSDAP (Mitgliedsnummer 2.638.206) ein, wurde am 30. Mai 1933 SS-Standartenführer (SS-Nummer 63.084) und im April 1935 SS-Oberführer. Er wurde auch Mitglied im sogenannten Freundeskreis Reichsführer SS und überredete Friedrich Flick zur Mitgliedschaft in diesem Freundeskreis. Friedrich Flick benutzte Steinbrinck aufgrund seiner exzellenten Kontakte zum Militär, zu Ministerien, zur NSDAP und SS als „Verbindungsoffizier“. Emil Helfferich kennzeichnete Steinbrinck in seinen Erinnerungen als den „Vertreter der Herren von Rhein und Ruhr“, der vor und nach 1933 beim Gründer des Freundeskreises Wilhelm Keppler ein und aus ging.
Im Dezember 1934 wurde Steinbrinck in den Verwaltungsrat der Deutschen Reichsbahngesellschaft berufen. Im April 1938 wurde Steinbrinck Wehrwirtschaftsführer und ab dem Januar 1939 SS-Brigadeführer (vergleichbar mit dem Rang eines Generalmajors). Er war Träger des SS-Ehrenrings, des Ehrendegens des Reichsführers SS und bekam den Julleuchter überreicht.
Mehrfach war Steinbrinck Gast in Heinrich Himmlers Wohnung in München. Himmler lud ihn für ein Wochenende im Oktober 1933 zu sich nach Hause ein.
Als er im Sommer 1939 aus dem Flick-Konzern ausschied, fungierte er ab dem Dezember desselben Jahres als Treuhänder des Thyssen-Vermögens. Kurz zuvor war er als Fregattenkapitän reaktiviert worden. Ab 1940 war er im Aufsichtsrat der Vereinigten Stahlwerke AG, in der Thyssen die Aktienmehrheit besaß, und war dort bis zum Ende des Krieges stellvertretender Vorsitzender.
Von Mai 1940 bis März 1942 arbeitete Steinbrinck als Generalbevollmächtigter für die Stahlindustrie in Luxemburg, Belgien und Frankreich. Seit April 1941 war er Mitglied des Präsidiums der Reichsvereinigung Kohle und war von März 1942 bis zur Räumung der westlichen Besatzungsgebiete im Herbst 1944 als deren Generalbevollmächtigter zuständig für den Steinkohlenbergbau und die Kohlewirtschaft in Holland, Belgien und Frankreich, dem sogenannten Beko (Befehlskommando) West.
Kurz vor Kriegsende operierte Steinbrinck im April 1945 als Verbindungsmann zwischen der Ruhrindustrie und der Heeresgruppe B unter Generalfeldmarschall Walter Model.

## Urteil
Am 30. August 1945 wurde Steinbrinck von den Amerikanern verhaftet und in Nürnberg im Flick-Prozess angeklagt. Dort erlitt er am 2. Verhandlungstag einen Herzanfall und fehlte in der ersten Woche der Verhandlung. Steinbrinck wurde in mehreren Punkten angeklagt und durch Hans Flächsner, der auch Albert Speers Anwalt gewesen war, verteidigt. Steinbrinck war als einziger wegen seiner Mitgliedschaft in einer verbrecherischen Organisation, der SS, im Flick-Prozess angeklagt. Steinbrinck behauptete im Gerichtsverfahren, dass er lediglich zum Wohle des Konzerns in die SS und NSDAP eingetreten sei. Im Gegenteil, er habe dies nur getan, um die antikapitalistische und konzernfeindliche Stimmung der NSDAP gegen den Flickkonzern zu mindern. Die Verleihung der SS-Ränge sei von Göring aufgrund seiner öffentlichen Wertschätzung geschehen und von den Verbrechen der SS habe er nichts gewusst. In der Anklageschrift wurde vorgetragen:

„Die Beteiligung Flicks, Steinbrincks und Kaletschs an dem Entwurf eines allgemeinen Arisierungsgesetzes beweist mit aller wünschenswerten Klarheit ihre Teilnahme an dem allgemeinen Vorgang, den Juden das Leben in Deutschland unmöglich zu machen.“

Am 22. Dezember 1947 wurde er zu fünf Jahren Haft verurteilt. Er wurde in zwei von fünf Anklagepunkten schuldig gesprochen, da er Mitglied und Unterstützer der SS war.
Steinbrincks Verteidiger Hans Flächsner stellte in einem Schreiben an Steinbrincks Frau fest, dass es sich bei dem Urteil hinsichtlich der Anklagepunkte Sklavenarbeit und Arisierung um eine „recht günstige“ Lösung handle. Kurz vor Beginn der allgemeinen Begnadigungswelle starb Steinbrinck an den Folgen einer Gallenoperation in der Haft.
Die nach ihm benannte Otto-Steinbrinck-Brücke in Lippstadt wurde 1997 wieder in Geistbrücke zurückbenannt.